# Kamionka Mała (Nowy Sącz)
Pour les articles homonymes, voir Kamionka Mała.
Kamionka Mała est une localité polonaise de la gmina de Kamionka Wielka, située dans le powiat de Nowy Sącz en voïvodie de Petite-Pologne.